# Dianne Doan
Dianne Doan (* 8. September 1990 in Abbotsford) ist eine kanadische Schauspielerin.

## Biografie
Doan wuchs in Abbotsford auf. Ihre Eltern waren vietnamesischer Abstammung. Ihre Großmutter ist eine halbe Chinesin und macht Doan somit zu einer Achtelchinesin.
Ihr Interesse an der Schauspielerei entwickelte sie ab der 9. Klasse, als sie als Wahlfach Theaterunterricht nahm. Als junge Erwachsene trat sie als Tänzerin bei den Eröffnungsfeierlichkeiten der Olympischen Winterspiele 2010 in Vancouver und als Background-Tänzerin für Michael Bublé auf. Außerdem arbeitete sie als Tänzerin in Musikvideos für Künstler wie Big Time Rush und Marianas Trench sowie an der CTV-Show So You Think You Can Dance Canada.
Während sie kleine Auftritte in Shows wie ABCs Once Upon a Time – Es war einmal … und TV Lands Impastor hatte, kam ihr großer Durchbruch, als sie im Disney Channel für den Fernsehfilm Descendants – Die Nachkommen als Lonnie, die Tochter von Mulan und Li Shang, besetzt wurde. Disney’s Descendants expandierte zu einem erfolgreichen Franchise mit einer Prequel-Live-Action-Mini-Serie (die vor dem ersten Film lief), einer Fortsetzung und einem animierten Spin-off.
Im Jahr 2016 wurde sie in einer wichtigen, wiederkehrenden Rolle in History Channels Vikings als Yidu für die vierte Staffel besetzt. Danach spielte sie in einer wichtigen Rolle in der Webserie Guidance, wo sie Zwillingsschwestern spielte.
2017 wurde sie Hauptdarstellerin in Cinemax’ Warrior als Mai Ling. Die Serie wurde von Justin Lin produziert, basierend auf einem Konzept von Bruce Lee.

## Filmografie
- 2010: Tower Prep (Fernsehserie, Folge 1x02 Monitored)
- 2013: Once Upon a Time – Es war einmal … (Fernsehserie, Folge 2x18 Selfless, Brave and True)
- 2013: Impastor (Fernsehserie, Folge 1x01 Genesis)
- 2015–2017: Descendants – Verhexte Welt (Descendants: Wicked World, Fernsehserie, 12 Folgen, Stimme)
- 2016: Vikings (Fernsehserie, 7 Folgen)
- 2017: Descendants 2 – Die Nachkommen (Descendants 2, Fernsehfilm)
- 2017: Guidance (Fernsehserie, 2 Folgen)
- 2017: Legends of Tomorrow (Fernsehserie, Folge 3x07 Welcome to the Jungle)
- 2019: Our Home Here (Kurzfilm)
- 2019: Good Trouble (Fernsehserie, 4 Folgen)
- 2019–2020: Warrior (Fernsehserie, 30 Folgen)
- 2020: Marvel’s Agents of S.H.I.E.L.D. (Fernsehserie, 5 Folgen)
- 2023: The Consultant  (Fernsehserie, 5 Folgen)
- 2024: Magnum P.I. (Fernsehserie, Folge 5x19 Ashes to Ashes)
- 2024: Tracker (Fernsehserie, Folge 1x07 Chicago)
- 2024: Reunion
- 2024: Grey’s Anatomy (Fernsehserie, 3 Folgen)